# Телефонуй мені, говори зі мною
«Телефонуй мені, говори зі мною» — збірка художніх текстів українського письменника Ярослава Мельника, видана у київському видавництві «Темпора». Названа за заголовною повістю. Фіналіст "BBC Книга року 2012". 

## Анотація видавництва
| Ярослава Мельника, людину химерної долі, закордонна критика називає містиком і неосимволістом, одним із найбільш таємничих письменників свого покоління. У книзі прози цього українського письменника, який мешкає в Литві, читач зіткнеться з гіпнотичним зсувом знайомої нам щоденної реальності, завдяки якому стає можливим духовне звільнення й вихід — через катарсис — в іншу, «паралельну» реальність. Будинок, у якому зникають кімнати; кіносеанс, якому немає кінця; батько, який говорить із сином невідомо звідки… Інтелектуальна насиченість сюрреалістичної прози Ярослава Мельника дозволяє вийти на відображення архетипів Батька, Бога, Матері, Вітчизни. Прикметні риси повістей та оповідань Ярослава Мельника — напружений сюжет, тонкість психологічного аналізу та рідкісна в наш час «класична» завершеність форми. |

## Зміст
- Книга мого життя
- Алюмінієва ложка
- Кінець
- А. А. А.
- Христос
- В дорозі
- Не можна взяти живого Бога
- Книга доль (повість)
- Телефонуй мені, говори зі мною (повість)
- Рояльна кімната (повість)
- Іде вічно (роман)
- Ярослав Мельник. «Я — людина лісу». Замість післямови

### Рецензії
- Свобода як необхідність умови існування (Сумно)
- Реставрація архетипу батька в рецепції Ярослава Мельника (на матеріалі повісті «Телефонуй мені, говори зі мною») (Вісник ЛНУ імені Тараса Шевченка) Стор.160-167
- Добротна інтелектуальна проза від Ярослава Мельника (BBC Книга року)
- Завжди з вами: рецензія на книгу Ярослава Мельника (BBC Книга року — переможець конкурсу рецензій)
- Дзвінок з вічності (BBC Книга року)
- Терпка меланхолія від Ярослава Мельника: рецензія на книжку (BBC Книга року)
- Метастази страху (Буквоїд)
- Телефонуй мені, говори зі мною (ZAXID.NET)
- Ярослав Мельник і метафізичні жорна (Буквоїд)
- Розмова з батьком (Літакцент)
- КнигОгляд Телефонуй мені, Ярославе Мельник
- Книгарня «Є» Yaroslav Melnyk's comeback to the contemporary Ukrainian literary context[недоступне посилання з жовтня 2019]
- Книга року 2012
- Моя історія з однією книгою (Клуб Поезії)

| книги | Це незавершена стаття про книгу. Ви можете допомогти проєкту, виправивши або дописавши її. |